# Bert Haanstra
Bert Haanstra, född 31 maj 1916 i Holten, Overijssel, död 23 oktober 1997 i Hilversum, Noord-Holland, var en nederländsk filmskapare.
Haanstra fick sitt genombrott med dokumentärfilmen Spiegel van Holland (1950), där alla scener utgörs av reflektioner av vatten. Han gjorde därefter flera prisbelönta dokumentärer, såsom Rembrandt, schilder van de mens (1956), Glas (1958, Oscar för bästa korta dokumentärfilm), Alleman (1964, Oscarsnominerad) och Det mänskliga djuret (1972, Oscarsnominerad), och regisserade även spelfilmer, däribland Fanfare (1958) och Dokter Pulder zaait papavers (1975).

## Fotnoter
1. 1 2  Internet Movie Database, IMDb-ID: nm0351842co0047972, läst: 13 oktober 2015.[källa från Wikidata]
2. 1 2  Bert Haanstra, RKDartists (på engelska), RKDartists-ID: 34907.[källa från Wikidata]
3. 1 2  Albert Haanstra, Biografisch Portaal (på nederländska), Biografisch Portaal-nummer: 26321148.[källa från Wikidata]
4. 1 2  Nederlands Fotomuseums webbsamling, Nederlands Fotomuseum fotograf-ID: 09e7aeb3-bca9-0eb7-7987-f0508f2b908a, läst: 20 februari 2020.[källa från Wikidata]
5. 1 2  Photographers’ Identities Catalog, Photographers’ Identities Catalog-id: 385916, läst: 19 december 2020.[källa från Wikidata]
6. ↑  Interieur met lezend en muciserend groepje mensen: Bert en Nita Haanstra, Ger en Tony Gerrits, en Jo Portheine. Fotograaf/filmer Bert Haanstra en beeldend kunstenaar Ger Gerrits waren bevriende buren in Amsterdam Oost. Zij maakten deel uit van groep rond Gerrit van der Veen., Beeldbank WO2 (på nederländska), läs online, läst: 14 juli 2021.[källa från Wikidata]
7. 1 2  www.acmi.net.au, webb-ID på ACMI: creators/13334.[källa från Wikidata]
8. ↑  Portretfoto van B. (på nederländska), läs online, läst: 22 mars 2024.[källa från Wikidata]
9. 1 2  läs online, www.nationaalarchief.nl .[källa från Wikidata]
10. 1 2  läs online, www.nationaalarchief.nl .[källa från Wikidata]